# Laurent Galandon
Laurent Galandon, né le 16 mars 1970 à Issy-les-Moulineaux, est un scénariste de bande dessinée français.

## Biographie
En 2014, Jeanne Puchol dessine, sur un scénario de Laurent Galandon, le roman graphique Vivre à en mourir (Éditions du Lombard) centré sur le personnage de Marcel Rayman.
Dans la collection « Grand Angle » des éditions Bamboo, il scénarise ensuite une histoire en deux tomes : La Parole du muet avec pour dessinateur Frédéric Blier, publiée en 2016-2017. L'intrigue, centrée sur un clerc de province rêvant d'écrire et réaliser des films à la fin des années 1920.
En 2014, il collabore avec le dessinateur Damien Vidal à l'élaboration du one-shot Lip, des héros ordinaires (Dargaud), consacré au sauvetage de la société Lip ,, puis en 2016, cette collaboration aboutit à la publication de l'album Le Contrepied de Foé ,.

## Œuvre

### Albums
- Gémélos, dessins de Michele Benevento, Bamboo, collection Grand Angle

1. Différends, 2006  (ISBN 2-350-78117-8)
2. Marchand d'anges, 2008  (ISBN 978-2-350-78303-1)

- L'Envolée sauvage, Bamboo, collection Grand Angle

1. La Dame Blanche, dessins d'Arno Monin, 2006  (ISBN 2-350-78118-6)
2. Les Autours des palombes, dessins d'Arno Monin, 2007  (ISBN 978-2-350-78328-4)
3. Le Lapin d'Alice, dessins d'Hamo, 2012  (ISBN 978-2-8189-2209-5)
4. La Boîte aux souvenirs, dessins d'Hamo 2013

- L'Enfant maudit, dessins d'Arno Monin, Bamboo, collection Grand Angle

1. Les Tondues, 2009  (ISBN 978-2-35078-607-0)
2. La Marque O, 2012  (ISBN 978-2-8189-0715-3)

- Quand souffle le vent, dessins de Cyril Bonin, Dargaud, collection Long courrier, 2009  (ISBN 978-2-5050-0601-5)

- Shahidas, dessins de Frédéric Volante, Bamboo, collection Grand Angle

1. Le Fruit du mensonge, 2009  (ISBN 978-2-350-78725-1)
2. La 25e note, 2011  (ISBN 978-2-350-78786-2)

- Tahya El-Djazaïr, dessins d'A.Dan, Bamboo, collection Grand Angle

1. Du Sang sur les mains, 2009  (ISBN 978-2-350-78668-1)
2. Du Sable plein les yeux, 2010  (ISBN 978-2-350-78932-3)

- Le Cahier à fleurs, dessins de Viviane Nicaise, Bamboo, collection Grand Angle

1. Mauvaise Orchestration, 2010  (ISBN 978-2-350-78889-0)
2. Dernière Mesure, 2011  (ISBN 978-2-8189-0316-2)

- La Fille de Paname, dessins de Kas, Le Lombard

1. L'Homme aux couteaux, 2011  (ISBN 978-2-8036-2957-2)

- Les Innocents coupables, dessins d'Anlor, Bamboo, collection Grand Angle

1. La Fuite, 2011  (ISBN 978-2-8189-0315-5)
2. La Trahison, 2012  (ISBN 978-2-8189-0903-4)

- La Vénus du Dahomey, dessins de Stefano Casini, Dargaud

1. La Civilisation hostile, 2011  (ISBN 978-2-505-01138-5)
2. Le dernier Combat, 2012  (ISBN 978-2-505-01393-8)

- La Lignée, scénario de Laurent Galandon, Olivier Berlion, Jérôme Félix et Damien Marie, Bamboo, collection Grand Angle

1. Antonin 1937, dessins d'Olivier Berlion, 2012  (ISBN 978-2-8189-0912-6)
2. Marius 1954, dessins de Xavier Delaporte, 2012  (ISBN 978-2-8189-2132-6)

- Pour un peu de bonheur, dessins d'A.Dan, Bamboo, collection Grand Angle

1. Félix, 2012  (ISBN 978-2-8189-0904-1)

- Lip, des héros ordinaires, dessins de Damien Vidal, Dargaud, 2014  (ISBN 2505019940)

- Vivre à en mourir - Rayman juif polonais 13 attentats, Laurence Croix (Avec la contribution de), dessin de Jeanne Puchol, Le Lombard, 7 mai 2014  (ISBN 2803634392). Marcel Rayman fut l'un des 23 fusillés de l'Affiche rouge

- L'Avocat, scénario avec Frank Giroud, dessin de Frédéric Volante, Le Lombard collection Troisième vague

1. Jeux de loi, 2015
2. Nécessité fait loi, 2016

- Le Contrepied de Foé, dessin de Damien Vidal, Dargaud, 2016  (ISBN 9782505065401)

- Interférences, dessin de Jeanne Puchol, Dargaud, 2018
- La Guerre invisible (à partir du tome 2), scénariste et dessinateur Franck Giroud, auteur Laurent Galandon, illustrateur Olivier Martin, coloriste Gaétan Georges, Rue de Sèvres :

1. Tome 2, Le Comité, 2021,  (ISBN 9782369814559)
2. Tome 3, L'Institut, 2022,  (ISBN 9782369814580)

• Retour à Tomioka, auteur et scénariste Laurent Galandon,  dessin de Michael Crouzat, coloristes Andrès Garrido Martin et Clara Patiño Bueno, Jungle, 2024.

## Récompenses
- 2007 : 
  - Prix du public au festival de Rouans pour La Dame blanche[10].
  - Prix du Conseil Général au festival BD Boum de Blois pour L'envolé sauvage[11].
- 2008 : Prix BD des collégiens de Poitou-Charentes au festival d'Angoulême 2008 pour L'Envolée sauvage.
- 2009 : 
  - Prix spécial du jury au Lyon BD Festival pour Les Tondues[12]
  - Prix du meilleur album au Festival international de la bande dessinée d'Alger pour Du sang sur les mains[13].
- 2010 : Prix des Bulles au festival Au Cœur des Bulles de Montreuil-Bellay pour Quand souffle le vent[14]
- 2011 : 
  - Prix Coup de cœur au 9e festival BD d'Ajaccio pour La Fille de Paname[15].
  - Prix Scénario d'Or pour l'ensemble de son œuvre au festival de la Bulle d'Or de Brignais[16].
- 2012 : 
  - Prix BD « Choisis ta bulle ! » pour Le Cahier à fleurs[17].
  - Prix du meilleur album au Festival BDécines pour Félix[18]
- 2025 :
  - Fauve jeunesse au dessinateur Michael Crouzat et au scénariste Laurent Galandon (assistés de Clara Patiño Bueno et d’Andrès Garrido Martin) pour Retour à Tomioka[19]